# Conjecture de Hanna Neumann
En mathématiques la conjecture de Hanna Neumann est aujourd'hui un théorème de la théorie des groupes, conjecturé par Hanna Neumann en 1957 et récemment démontré par Igor Mineyev,, dans sa version renforcée formulée par Walter Neumann en 1990. Ce théorème concerne le rang (c'est-à-dire le nombre minimal de générateurs) de l'intersection de deux sous-groupes de type fini d'un groupe libre.

## Histoire
La conjecture était motivée par un théorème de 1956 dû à Howson, selon lequel l'intersection de deux sous-groupes de type fini H et K d'un groupe libre est un groupe libre de type fini. Plus précisément, on savait déjà que H∩K est libre (théorème de Nielsen-Schreier) et Howson montra que si H et K sont de rangs m, n > 0 alors le rang s de H∩K vérifie :
La même année et la suivante, Hanna Neumann améliora cette majoration en montrant que
conjecturant que ce facteur 2 était même superflu, c'est-à-dire que
Cet énoncé devint connu sous le nom de « conjecture de Hanna Neumann ».
Si H ou K est d'indice fini, on a égalité,.

## Conjecture de Hanna Neumann renforcée
Si H et K sont deux sous-groupes d'un groupe G, a un élément de G et b un élément de sa double classe HaK, c'est-à-dire un élément de la forme hak avec h∈H et k∈K, alors le sous-groupe H ∩ bKb–1 est conjugué par h de H ∩ aKa–1, donc de même rang. On sait par ailleurs que si G est libre et si H et K sont de rangs m et n finis et > 0, il n'existe qu'un nombre fini de classes doubles Ha1K, … , HatK pour lesquelles ce rang est non nul. Si H∩K est de rang s > 0, on a alors :
ce qui rend naturelle la « conjecture de Hanna Neumann renforcée » formulée par Walter Neumann (l'un de ses trois fils) :

## Résultats partiels et autres généralisations
- En 1971, Burns affina la majoration de Hanna Neumann de 1957 en[9],[10]s – 1 ≤ 2(m – 1)(n – 1) – min(m – 1, n – 1).
- En 1990, Walter Neumann[5] précisa le résultat de Burns en démontrant que (avec les notations ci-dessus){\displaystyle \sum _{i=1}^{t}[{\rm {rang}}(H\cap a_{i}Ka_{i}^{-1})-1]\leq 2(m-1)(n-1)-\min(m-1,n-1)} et formula la conjecture renforcée (voir ci-dessus).
- En 1992, Gábor Tardos[11] établit cette conjecture renforcée dans le cas où m ou n est égal à 2. Comme dans la plupart des approches de cette conjecture[12], il utilisait une technique de théorie géométrique des groupes : celle des graphes de sous-groupes de Stallings[13].
- En 1994, Warren Dicks[14] reformula la conjecture renforcée en termes de théorie des graphes.
- En 2000, Goulnara Arzhantseva[15] démontra que si H est un sous-groupe de type fini et d'indice infini d'un groupe libre G alors, pour une classe « générique » – en un certain sens statistique – de sous-groupes K de G de type fini, tous les H ∩ aKa–1 sont triviaux. Ainsi, pour tout sous-groupe de type fini H de G, la conjecture renforcée est vérifiée pour des K génériques.
- En 2001, Dicks et Formanek (en)[16] utilisèrent l'équivalence établie par Dicks en 1994 pour prouver la conjecture renforcée dans le cas où m ou n est inférieur ou égal à 3.
- En 2002, Bilal Khan[17] et, indépendamment, John Meakin et Pascal Weil[18] prouvèrent la conjecture renforcée dans le cas où l'un des deux sous-groupes H ou K du groupe libre G est « positivement engendré », c'est-à-dire engendré par un ensemble fini d'éléments qui sont produits seulement de générateurs de G, et pas de leurs inverses.
- Sergei Ivanov[19],[20], puis Dicks et Ivanov[21], ont obtenu des analogues et des généralisations des résultats de Hanna Neumann pour des intersections de deux sous-groupes d'un produit libre de plusieurs groupes.
- En 2005 – donc avant que la conjecture de Hanna Neumann renforcée soit démontrée – Daniel Wise[22] a prouvé qu'elle implique une autre conjecture[23] en théorie des groupes qui résistait depuis longtemps, selon laquelle tout groupe à un relateur 〈 a1, a2, … | Wn 〉 avec n ≥ 2 est « cohérent », c'est-à-dire que tous ses sous-groupes de type fini sont de présentation finie.